# Леинг, Гертруда
Гертруда М. Леинг (англ. Gertrude M. Laing, 1905 — 18 декабря 2005) — канадская учёная и активистка. Она была единственной женщиной в Королевской комиссии по двуязычию и бикультурализму.

## Биография
Леинг родилась в Ройал-Танбридж-Уэлсе, Кент, Англия, и выросла в Виннипеге. Леинг действительно наслаждалась французским языком, говоря: «Это была любовь с первого взгляда. В первый раз, когда у меня был урок французского, я почувствовала, что это было так». Она изучала французский язык в Университете Манитобы. Леинг получила «первую стипендию французского правительства, когда-либо присуждаемую студенту Университета Манитобы», и отправилась учиться в Сорбонну, Франция. По возвращении она стала преподавателем французского языка в Университете Манитобы. Она была главой местной YWCA и различных советов, а также работала в нескольких общественных советах, таких как Канадская комиссия по радио и телевидению. Она также была делегатом Генеральной Ассамблеи ЮНЕСКО.
Леинг входила в состав Королевской комиссии по двуязычию и бикультурализму, созданной в 1963 году. Она была единственной женщиной в комиссии. В 1972 году она была введена в Орден Канады за свою общественную работу. С 1975 по 1978 год Леинг была председателем Совета Канады. Она была удостоена почётных степеней Университета Манитобы, Университета Калгари, Университета Британской Колумбии (доктор юридических наук) и Университета Оттавы, а также получила Медаль Серебряного юбилея королевы Елизаветы II и Медаль Золотого юбилея королевы Елизаветы II в 1977 и 2002 годах соответственно.
Она умерла 18 декабря 2005 года в Калгари, Альберта.